# Seb Hines
Sebastian Tony Hines (Wetherby, Inglaterra; 29 de mayo de 1988), más conocido como Seb Hines, es un exfutbolista anglo-estadounidense y actual entrenador interino del Orlando Pride de la National Women's Soccer League.

## Trayectoria

### Middlesbrough
Hines formó parte de los equipos inferiores del Middlesbrough desde muy pequeño. Firmó su primer contrato profesional en 2006, y en enero del año siguiente hizo su debut con el primer equipo y anotó su primer gol en la victoria 4-3 ante Hull City por la FA Cup. Hizo su debut en la Premier League el 18 de agosto de ese mismo año en la victoria 2-1 sobre el Fulham FC.
El 6 de enero de 2009 fue fichado a préstamo por un mes por el Derby County de la Football League Championship, pero nunca llegó a jugar ningún partido oficial con el club. Un mes después, el 12 de febrero, fichó con el Oldham Athletic de la Football League One, también a préstamo y por un mes. Meses después de regresar a Middlesbrough, Hines firmó un nuevo contrato por tres años con el club.
Pese a haber sufrido una serie de lesiones a lo largo de su joven carrera, Hines se ha afianzado como una importante pieza en la defensa del Middlesbrough, volviendo a extender su contrato por tres años más a mediados de 2012.

### Orlando City SC
Hines fichó en calidad de préstamo con el Orlando City SC de la Major League Soccer el 24 de febrero de 2015.

## Clubes
| Club                         | País           | Año           |
| ---------------------------- | -------------- | ------------- |
| Middlesbrough                | Inglaterra     | 2007-presente |
| Derby County (a préstamo)    | Inglaterra     | 2009          |
| Oldham Athletic (a préstamo) | Inglaterra     | 2009          |
| Orlando City SC (a préstamo) | Estados Unidos | 2015          |

## Selección nacional
Hines ha sido miembro de las selecciones inferiores de Inglaterra desde temprana edad. No obstante, al ser hijo de un soldado estadounidense y tener pasaporte de ese país, Hines aún tiene la posibilidad de representar a Estados Unidos a nivel mayor, algo que  ha declarado abiertamente que le encantaría hacer.

## Estadísticas
Actualizado el 12 de diciembre de 2012.
| Middlesbrough Inglaterra | 1.ª           | 2006/07       | 0  | 0 | 1 | 0 | - | - | 1  | 0 |
| Middlesbrough Inglaterra | 1.ª           | 2007/08       | 1  | 0 | 1 | 0 | - | - | 2  | 0 |
| Middlesbrough Inglaterra | 1.ª           | 2008/09       | 1  | 0 | 0 | 0 | - | - | 1  | 0 |
| Middlesbrough Inglaterra | Total club    | Total club    | 2  | 0 | 2 | 0 | - | - | 4  | 0 |
| Oldham Athletic (a préstamo) Inglaterra | 3.ª           | 2008/09       | 4  | 0 | 0 | 0 | - | - | 4  | 0 |
| Oldham Athletic (a préstamo) Inglaterra | Total club    | Total club    | 4  | 0 | 0 | 0 | - | - | 4  | 0 |
| Middlesbrough Inglaterra | 2.ª           | 2009/10       | 2  | 0 | 0 | 0 | - | - | 2  | 0 |
| Middlesbrough Inglaterra | 2.ª           | 2010/11       | 14 | 1 | 2 | 0 | - | - | 16 | 1 |
| Middlesbrough Inglaterra | 2.ª           | 2011/12       | 23 | 1 | 4 | 1 | - | - | 27 | 2 |
| Middlesbrough Inglaterra | 2.ª           | 2012/13(2)    | 13 | 1 | 4 | 0 | - | - | 17 | 1 |
| Middlesbrough Inglaterra | Total club    | Total club    | 16 | 4 | 4 | 2 | - | - | 19 | 6 |
| Total carrera | Total carrera | Total carrera | 52 | 3 | 9 | 1 | - | - | 61 | 4 |
| (1)Incluye datos de la FA Cup (2006/07, 2007/08, 2010/11, 2011/12); Copa de la Liga de Inglaterra (2010/11, 2011/12, 2012/13) (2) Hines anotó un autogol en la Copa de la Liga de Inglaterra 2012/13 |               |               |    |   |   |   |   |   |    |   |